# 杭瀬下村
杭瀬下村（くいせけむら）は長野県埴科郡にあった村。概ね現在の千曲市大字杭瀬下・新田および杭瀬下一 - 六丁目にあたる。

## 地理
- 河川：千曲川

## 歴史
- 1889年（明治22年）4月1日 - 町村制の施行により、杭瀬下村・新田村の区域をもって発足。
- 1954年（昭和29年）10月1日 - 埴生町に編入。同日杭瀬下村廃止。
- 1959年（昭和34年）6月1日 - 埴生町が屋代町・更級郡稲荷山町・八幡村と合併して更埴市が発足。
- 2003年（平成15年）9月1日 - 更埴市が戸倉町・更級郡上山田町と合併して千曲市が発足。

## 経済

### 産業
農業
『大日本篤農家名鑑』によると、杭瀬下村の篤農家は「森今朝治、安達元右衛門、田中寛三郎、色部義太夫、藤倉榮太郎、碓田藤三郎、北原喜太郎、太田庄三郎」などがいた。

## 交通

### 道路
- 谷街道（現・国道403号）

## 出身著名人
- 色部義太夫（地主、貴族院多額納税者議員）